# Boletický panel

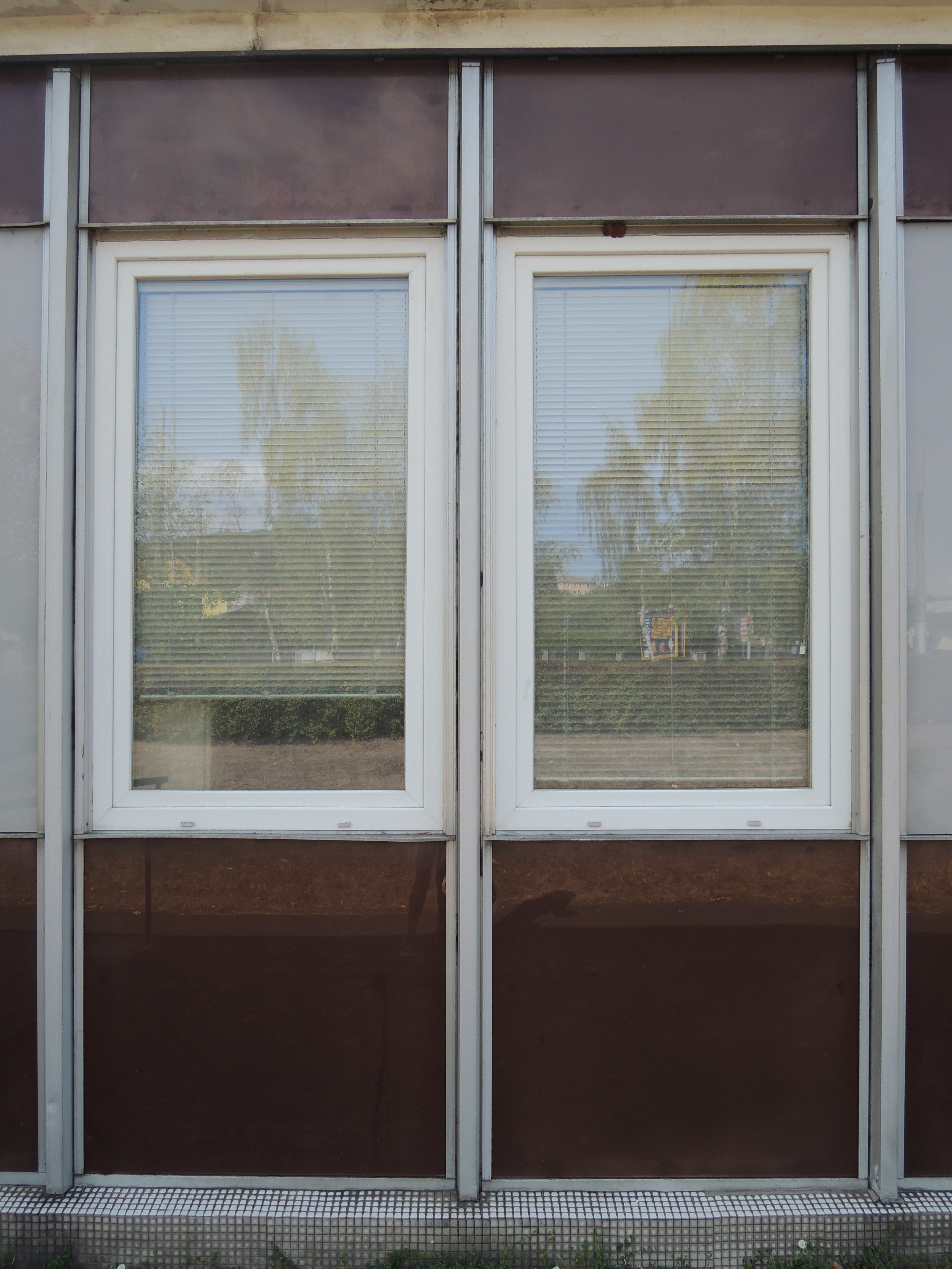
Běžný boletický panel s vyměněným oknem

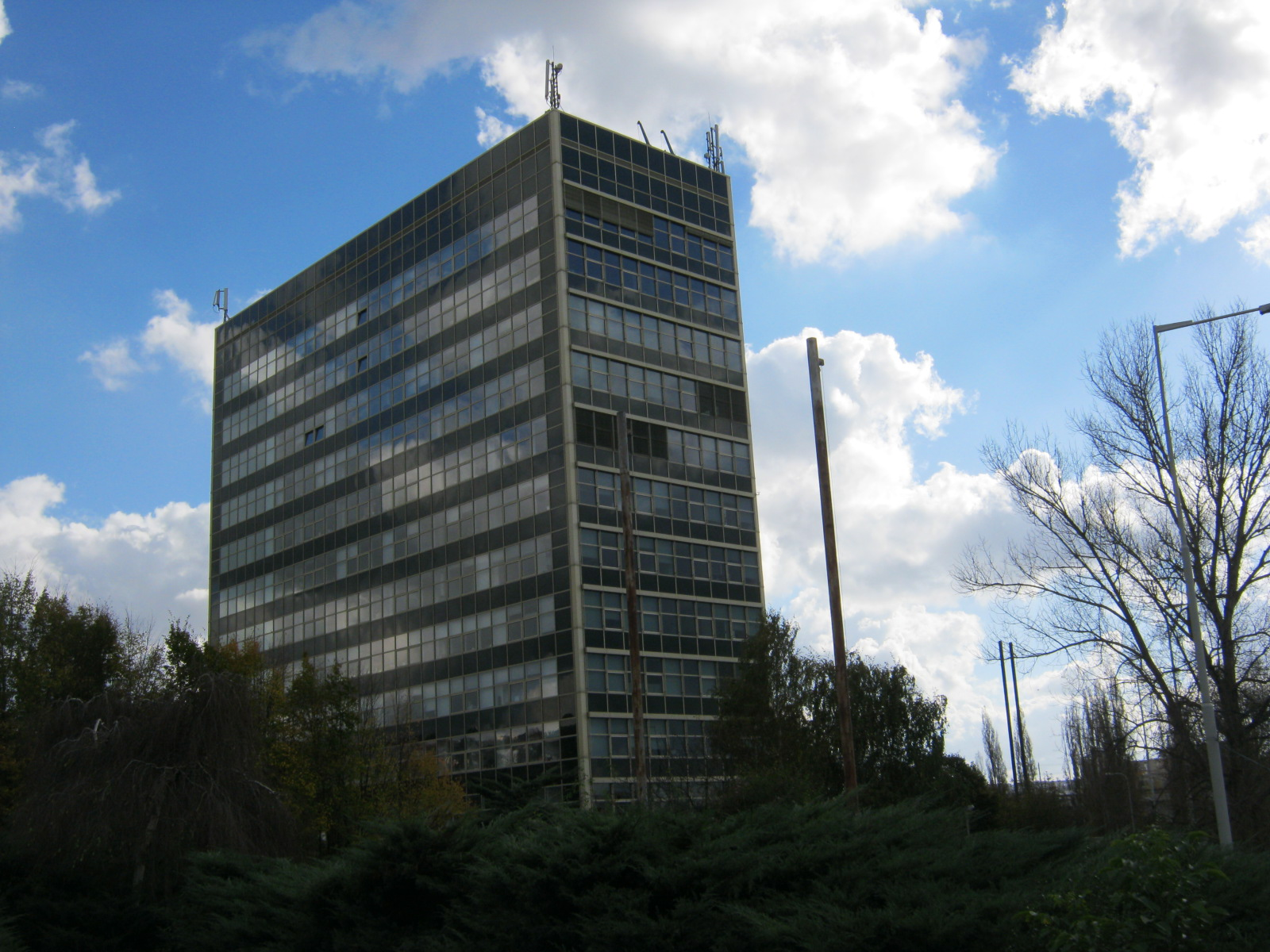
Příklad budovy obložené boletickými panely

Boletický panel (výrobní označení OD-001) je stavební prvek využívaný na stavbách budovaných ve třetí čtvrtině 20. století na území někdejšího Československa. Používal se na vnějším plášti budov, kde se uplatňovalo pohledové barevné sklo v kovových rámech.

## Historie
Jeho název je odvozen od místa výroby těchto prvků, k čemuž docházelo v Boleticích nad Labem u Děčína. Prototypově si zde panely vlastního patentovaného systému GAMA nechal vyrobit architekt Karel Prager po roce 1960 pro budovu Makromolekulárního ústavu na Petřinách. Později je použil též na Federálním shromáždění a na projektové ateliéry (dnes sídlo IPR).
V Boleticích se pak podobné panely produkovaly ve velkém mezi roky 1961 a 1980. Dle odhadů našel své využití jako obkladový materiál na více než třech tisících budovách veřejné občanské vybavenosti, mezi něž se řadí školky, školy, sportovní haly či administrativní budovy. Rozšíření panelu pomohla snaha o unifikaci ve stavebnictví spojená s prefabrikací jednotlivých prvků, která v Československu dosáhla vrcholu v sedmdesátých letech 20. století.

## Podoba panelu
Panel má základní nosnou konstrukci složenou z malých ocelových částí o standardizovaných rozměrech, které jsou k sobě vzájemně svařeny do rámů z ocelových profilů s průřezem o rozměrech 40×90×3 milimetry. Celý panel je z vnější strany obvykle obložen pohledovým sklem. Pod ním se nachází cementotřísková deska nebo deska z osinkocementu, která je požárně odolná. Dále je přítomna vrstva minerální vlny, jejíž parametry ovšem již neposkytují v 21. století požadovanou tepelnou izolaci, a z interiérové strany se znovu nachází cementotřísková či osinkocementová deska.

## Zdravotní potíže
Nevýhodou boletických panelů ve variantě s deskou z osinkocementu (azbestocement) je obsah azbestu, který je v případě uvolňování do prostředí zdraví škodlivý. Navíc jeho účinky se mohou projevit za deset, ale rovněž za čtyřicet let po pohybu v jeho blízkosti. Části obsahující azbest se mohou v panelu nacházet jak ve vnitřní desce, tak rovněž ve vnější desce zakrývané exteriérovým sklem.